# 1994 у Миколаєві
| Роки в Миколаєві ← • 1901 • 1902 • 1903 • 1904 • 1905 • 1906 • 1907 • 1908 • 1909 • 1910 • 1911 • 1912 • 1913 • 1914 • 1915 • 1916 • 1917 • 1918 • 1919 • 1920 • 1921 • 1922 • 1923 • 1924 • 1925 • 1926 • 1927 • 1928 • 1929 • 1930 • 1931 • 1932 • 1933 • 1934 • 1935 • 1936 • 1937 • 1938 • 1939 • 1940 • 1941 • 1942 • 1943 • 1944 • 1945 • 1946 • 1947 • 1948 • 1949 • 1950 • 1951 • 1952 • 1953 • 1954 • 1955 • 1956 • 1957 • 1958 • 1959 • 1960 • 1961 • 1962 • 1963 • 1964 • 1965 • 1966 • 1967 • 1968 • 1969 • 1970 • 1971 • 1972 • 1973 • 1974 • 1975 • 1976 • 1977 • 1978 • 1979 • 1980 • 1981 • 1982 • 1983 • 1984 • 1985 • 1986 • 1987 • 1988 • 1989 • 1990 • 1991 • 1992 • 1993 • 1994 • 1995 • 1996 • 1997 • 1998 • 1999 • 2000 • → |

1994 у Миколаєві — список важливих подій, що відбулись у 1994 році в Миколаєві. Також подано перелік відомих осіб, пов'язаних з містом, що народились або померли цього року, отримали почесні звання від міста.

## Події
- Стадіон «Евіс», що носив назву головного спонсора — однойменної швейної фабрики, перейменовано на Центральний міський стадіон.
- ДП «Миколаївгаз» стало відкритим акціонерним товариством.
- 22 липня миколаївський футбольний клуб «Евіс» провів проти команди «Запоріжжя» (Керч) 100-й матч у чемпіонаті України (1:4).

## Особи

### Очільники
- 26 червня в Миколаєві відбулися перші перші місцеві вибори Миколаївського міського голови та депутатів Миколаївської міської ради. Першим мером міста був обраний Олександр Бердніков.

### Почесні громадяни
- Макаров Юрій Іванович — академік інженерних наук України. Протягом тривалого часу працював генеральним директором Чорноморського суднобудівного заводу.
- Брюханов Микола Григорович — з 1966 до 1974 р.р. голова виконкому Миколаївської міської ради. Директор великого закритого оборонного підприємства, що займалося загоризонтною радіолокацією та створенням великих радіокомплексів з управління космічними супутниками і апаратами.

### Народились
- Юрченко Владлен Юрійович (нар. 22 січня 1994, Миколаїв, Україна) — український футболіст, атакувальний півзахисник.
- Волков Олексій Віталійович (24 травня 1994, Новий Ставок — 11 липня 2014, Зеленопілля) — солдат Збройних сил України. Водій-електрик, 79-ї окремої аеромобільної бригади.
- Ярчук Дмитро Вадимович (нар. 23 березня 1994, Миколаїв, Україна) — український футболіст, півзахисник.
- Котов Владислав Валерійович (нар. 1 липня 1994, Миколаїв, Україна) — український футболіст, нападник.
- Козлова Катерина Ігорівна (з грудня 2021 — Катерина Байндль[1]; 20 лютого 1994, Миколаїв) — українська тенісистка.
- Рахмангулова Анастасія Андріївна (30 грудня 1994, Миколаїв) — українська шахістка, міжнародний майстер серед жінок.
- Цвєтов Ігор Сергійович (нар. 2 березня 1994) — український легкоатлет, майстер спорту України, дворазовий чемпіон літніх Паралімпійських ігор 2016 року. Чемпіон світу 2019 року у бігу на 100 та 200 метрів. Займається легкою атлетикою у Миколаївському регіональному центрі з фізичної культури і спорту інвалідів «Інваспорт».
- Яворський Вадим Юрійович (нар. 26 червня 1994, Одеса) — український футболіст, нападник. Зіграв 49 матчів за муніципальний футбольний клуб «Миколаїв», забив 12 голів та 1 матч за «Миколаїв-2» (1 гол).
- Хортів Ернест Олександрович (8 вересня 1994, Миколаїв — 6 серпня 2014, Дякове) — солдат Збройних сил України.
- Крамаренко Олег Станіславович (нар. 27 серпня 1994, Миколаїв) — український футболіст, захисник.
- Тищенко Олексій Вікторович (нар. 21 липня 1994, Миколаїв, Україна) — український футболіст, півзахисник.
- Чумаченко Юлія Вадимівна (нар. 2 жовтня 1994, Миколаїв) — українська стрибунка у висоту. Чемпіонка Універсіади 2019 року в Неаполі.
- Єщенко Євгеній Федорович (нар. 9 жовтня 1994, Миколаїв, Україна — пом. 20 березня 2022, Маріуполь, Донецька область, Україна) — молодший сержант Національної гвардії України, учасник російсько-української війни, кавалер ордену «За мужність» III ступеня.

### Померли
- Менахем Мендл Шнеєрсон (5 (18) квітня 1902, Миколаїв — 12 червня 1994, Нью-Йорк) — сьомий і останній Любавицький ребе. Один з єврейських духовних лідерів XX століття. Вважається месією деякими зі своїх послідовників, частина з яких не визнають його фізичної смерті. Його могила в Нью-Йорку стала місцем масового паломництва[2].
- Заботін Всеволод Федорович (29 грудня 1917, Миколаїв — 14 березня 1994, Херсон) — радянський суднобудівник, Герой Соціалістичної Праці, директор Херсонського суднобудівного заводу (1961—1986 рр.).
- Єнін Євген Йосипович (нар. 3 лютого (21 січня) 1913, Миколаїв — 12 січня 1994) — український диригент, заслужений діяч мистецтв УРСР.
- Казачинський Костянтин Васильович (25 січня 1912, Миколаїв — 27 квітня 1994, Санкт-Петербург) — учасник німецько-радянської війни, командир дивізіону торпедних катерів 1-ї бригади торпедних катерів Тихоокеанського флоту, капітан 3-го рангу, Герой Радянського Союзу.
- Бережок Григорій Карпович (нар. 2 (15) березня 1908, Гросулове, Тираспольський повіт, Херсонська губернія — 2 липня 1994, Миколаїв) — радянський військовик часів Другої світової війни, капітан. Герой Радянського Союзу (1940).
- Афоніна Таїсія Кирилівна (нар. 13 травня 1913, Миколаїв — 19 квітня 1994, Санкт Петербург) — радянський художник, живописець, графік, член Санкт-Петербурзького Союзу художників (до 1992 року — Ленінградської організації Спілки художників РРФСР).